# Dienis Jarcew
Dienis Nikołajewicz Jarcew (ros. Денис Николаевич Ярцев, ur. 18 września 1990) – rosyjski judoka. Olimpijczyk z Rio de Janeiro 2016, gdzie zajął siódme miejsce w wadze lekkiej.
Brązowy medalista mistrzostw świata w 2019; siódmy w 2017; uczestnik zawodów w 2021. Startował w Pucharze Świata w latach 2010-2013. Piąty na mistrzostwach Europy w 2016, a także zdobył trzy medale w drużynie. Pierwszy w drużynie na Igrzyskach Europejskich w 2015 i trzeci w Igrzyskach Europejskich 2019. Wygrał uniwersjadę w 2011 roku.

## Letnie Igrzyska Olimpijskie 2016
| Konkurencja | Eliminacje            | Eliminacje              | Eliminacje               | Repasaże                      | Klas. końcowa |
| Konkurencja | Przeciwnik I          | Przeciwnik II           | 1/4                      | Przeciwnik I                  | Miejsce       |
| ----------- | --------------------- | ----------------------- | ------------------------ | ----------------------------- | ------------- |
| 73 kg       | Pierre Duprat (FRA) Z | Sai Yinjirigala (CHN) Z | Dirk Van Tichelt (BEL) P | Lasza Szawdatuaszwili (GEO) P | 7.            |